# Tatort: Reise ins Nichts
Reise ins Nichts ist der Titel der insgesamt 15. Tatort-Folge mit Kriminalhauptkommissar Max Palu (Jochen Senf). Die 520. Tatort-Folge wurde am 29. Dezember 2002 im Ersten erstmals ausgestrahlt. Es geht um den Tod zweier afghanischer Flüchtlinge und die Verwicklung einer Spedition in den Fall von Menschenschmuggel.

## Handlung
Ein LKW mit Flüchtlingen aus Afghanistan überquert von Österreich kommend die Grenze nach Deutschland. An einer Tankstelle will der Fahrer tanken, aber da die Flüchtlinge zu laut sind, muss er den Tankvorgang abbrechen und schnell weiterfahren. Unterwegs geht ihm daher der Sprit zur Neige. Als er an einer dunklen Stelle hält, um den Flüchtlingen die Möglichkeit zu geben, sich die Beine  zu vertreten, liegt ein Mann leblos im Laderaum.
Am nächsten Morgen findet ein anderer LKW-Fahrer, der zufällig den Waldweg benutzt, zwei männliche Leichen am Wegesrand. Einer von ihnen ist erschossen worden, der andere ist, wie sich später herausstellt, an einem Herzinfarkt gestorben. Palu und Deiniger ist gleich klar, dass es sich hier um Menschenschmuggel handelt. In der Nähe des Fundorts der Leichen finden die Beamten ein wimmerndes kleines Mädchen, das offensichtlich auch aus dem Transport stammt. Palu nimmt das Mädchen mit zu sich nach Hause und kümmert sich um sie. Deiniger stellt fest, dass der Menschenschmuggel in letzter Zeit zugenommen hat. Deutschland ist aber nur ein Transitland, die meisten Flüchtlinge werden in die Nähe von Calais in ein Sammellager gebracht, dort sollen sie einen Weg durch den Tunnel nach England finden.
Unterdessen werden die Flüchtlinge an einem unbekannten Ort vom LKW abgeladen. Der LKW-Fahrer, Willi Kastenholz, ruft in seiner Spedition an und sagt, dass er dringend den Chef Erwin Hallmeier sprechen müsse. Er sucht ihn auf und erzählt, dass es zwei Tote gab und ein kleines Mädchen aus der Gruppe verschwunden ist. Hallmeier, der selber im Rollstuhl sitzt, erklärt daraufhin, dass er keine Zeugen gebrauchen könne, und fragt seinen Vertrauten Frank Stetter, ob er sich darum kümmere. Kastenholz will aussteigen, aber Hallmeier macht ihm klar, dass er aus der Sache nicht herauskommt.
Palu versucht, einen Dolmetscher ausfindig zu machen, damit er das Kind befragen kann. Er bringt sie dazu, eine kindliche Zeichnung des LKW-Fahrers anzufertigen. Zudem malt sie Gemüse, daher kommt Palu darauf, dass der LKW aus Südeuropa gekommen sein muss, und weist Deininger an, alle Speditionen zu überprüfen. Der LKW-Fahrer bekommt unterdessen Besuch von Habib, dem afghanischen Freund der Tochter seines Chefs, der ihm vorwirft, seinen Bruder ermordet zu haben, doch der LKW-Fahrer bestreitet, die Schüsse abgeben zu haben. Habib spricht mit seiner Freundin, Sabine Hallmeier, über den Vorfall, woraufhin sie ihren Vater zur Rede stellt. Er betont, dass er diese Geschäfte nur zum Wohle der Firma mache und sie nicht so pathetisch sein solle. Habib versorgt unterdessen die Flüchtlinge, die in einer alten Lagerhalle außerhalb der Stadt untergebracht sind.
Margit, die Habib aus ihrem Deutschkurs kennt, den sie leitet, sucht diesen auf in der Hoffnung, einen Dolmetscher für das Mädchen zu finden. Ohne zu wissen, dass er über den Menschenschmuggel Bescheid weiß, bittet sie ihn, am nächsten Tag zu ihnen zu kommen, um zu dolmetschen. Habib unterrichtet umgehend Hallmeier und dieser weist ihn an, nur das zu übersetzen, was die Polizei ohnehin schon weiß. Schließlich wird er auch noch von Kastenholz erpresst, der für sein Schweigen € 30.000 fordert.
Bei ihrer Recherche unter den Spediteuren Saarbrückens treffen die Ermittler sehr bald auf Hallmeier. Palu fällt dabei Kastenholz auf, der eine rote Mütze trägt, genau wie das Mädchen es gezeichnet hatte. Mithilfe von Fotos aus der zentralen Führerscheinstelle kann das Mädchen zweifelsfrei Kastenholz identifizieren. Palu beantragt daraufhin einen Durchsuchungsbefehl bei der Spedition Hallmeier. Im LKW von Willi Kastenholz finden die Beamten die mutmaßliche Tatwaffe. Bei den Unterlagen, die die Spedition den Beamten aushändigt, fehlen allerdings die über Kastenholz und seine Tour. Auch ist Kastenholz selber verschwunden und wird kurz darauf tot aufgefunden. Obwohl Hallmeier Setter zu verstehen gegeben hat, dass er sich auch um das Problem Kastenholz kümmern soll, zeigt er sich über den Tod seines Mitarbeiters überrascht und nutzt die Gelegenheit, Habib zu belasten. Dieser wird nun gesucht, ist allerdings untergetaucht. Er trifft sich heimlich mit Sabine und beteuert, nichts mit Kastenholz’ Tod zu tun zu haben. Es gelingt ihm, das Mädchen aus Palus Obhut zu entführen und zu dessen Eltern zurückzubringen. Von ihr erfährt er, was wirklich in der Nacht geschehen ist. Demnach hat Kastenholz seinen Bruder nicht getötet, sondern ein anderes Auto hätte plötzlich neben dem LKW gehalten, aus dem auf seinen Bruder gefeuert wurde. So ist zu vermuten, dass der Schütze auch der Mörder von Kastenholz ist.
Palu und Deininger finden heraus, dass die Reifenspuren von beiden Tatorten identisch sind, sie gehören zum Geländewagen von Frank Stetter. Die Polizei beschattet Stetter und folgt ihm und Hallmeier bis auf einen Waldweg, allerdings kann Stetter seine Verfolger abschütteln. Palu fordert daraufhin einen Hubschrauber an. Sabine Hallmeier hat einen Transporter gemietet, damit Habib die Flüchtlinge weitertransportieren kann. Stetter und Hallmeier folgen dem Transporter, Sabine Hallmeier sieht das und folgt ebenfalls. Stetter und Hallmeier können den Wagen stoppen, Stetter will Habib als lästigen Zeugen erschießen, aber Sabine Hallmeier stellt sich dazwischen. Erwin Hallmeier erschießt daraufhin Stetter. Palu und Deininger haben das Geschehen vom Hubschrauber aus beobachtet. Erwin Hallmeier behauptet, er habe Stetter in Nothilfe für seine Tochter erschossen. Seine Tochter sagt aber, dass sie das nicht bestätigen wird und ihren Vater nunmehr hasse. Auf Palus Frage, wer im Wald den Afghanen erschossen habe, antwortet Hallmeier, dass auch Stetter das getan habe, da er die Nerven verloren habe. Das Mädchen kann das später bestätigen, da sie alles mit angesehen hatte.

## Rezeption

### Einschaltquoten
Reise ins Nichts erreichte bei seiner Erstausstrahlung am 29. Dezember 2002 insgesamt 6,52 Mio. Zuschauer, was einem Marktanteil von 19,2 % entsprach.

### Kritiken
TV Spielfilm urteilte: „Der gemächliche Krimi kommt selten über Vorabendserien-Niveau hinaus und kratzt das Thema nur an der Oberfläche an.“